# Ostrów (hromada Demidówka)
Ostrów (ukr. Острів) – wieś na Ukrainie, w obwodzie rówieńskim, w rejonie dubieńskim, w hromadzie Demidówka. W 2001 liczyła 518 mieszkańców, spośród których 517 wskazało jako ojczysty język ukraiński, a 1 rosyjski.
W okresie międzywojennym wieś znajdowała się w granicach II RP, wchodząc w skład gminy Tesłuhów w powiecie dubieńskim, w województwie wołyńskim.